# Amt Rantzau
Amt Rantzau er et amt i det nordlige Tyskland, beliggende i den nordøstlige del af Kreis Pinneberg. Kreis Pinneberg ligger i den sydlige del af delstaten Slesvig-Holsten. Amtets administration er beliggende i byen Barmstedt. Mod nord grænser det til Amt Hörnerkirchen, mod vest til Amt Elmshorn-Land, Elmshorn og Tornesch, mod syd til Amt Pinnau og byen Quickborn og mod øst til Kreis Segeberg.

## Kommuner i amtet
- Bevern
- Bilsen
- Bokholt-Hanredder
- Bullenkuhlen
- Ellerhoop
- Groß Offenseth-Aspern
- Heede
- Hemdingen
- Langeln
- Lutzhorn